# Freziera rufescens
Freziera rufescens là một loài thực vật thuộc họ Theaceae. Đây là loài đặc hữu của Ecuador.